# T.I. vs T.I.P.
T.I. vs T.I.P. es el quinto disco de estudio del rapero norteamericano T.I. El disco ha vendido casi 500.000 copias en su primera semana de ventas en los Estados Unidos, siendo certificado Oro, y debutando en el #1 del US Hip Hop/R&B Albums Chart.

## Listado de canciones
| #  | Título                                       | Productores                                                                                            | Colaboración             | Duración |
| -- | -------------------------------------------- | --- | ------------------------ | -------- |
| 1  | "Act I: T.I.P."                              | T.I., Kannon "Caviar" Cross and Corey "OZ" Simon, additional production by Just Blaze                  |                          | 2:23     |
| 2  | "Big Shit Poppin' (Do It)"                   | Mannie Fresh                                                                                           |                          | 4:48     |
| 3  | "Raw"                                        | Lil' C                                                                                                 |                          | 3:53     |
| 4  | "You know what it is"                        | Wyclef Jean, Jerry "Wonda" Duplessis, Sedeck "All Hands on Deck" Jean and Keith "Lil' Wonda" Duplessis |                          | 4:48     |
| 5  | "Da Dopeman"                                 | Mannie Fresh                                                                                           |                          | 5:10     |
| 6  | "Watch What You Say to Me"                   | Khao, co-produced by Bao Quoc & Steven Holdren                                                         | Jay-Z                    | 4:46     |
| 7  | "Hurt"                                       | Danja                                                                                                  | Alfa Mega y Busta Rhymes | 4:51     |
| 8  | "Act II: T.I."                               | T.I., Caviar and OZ, additional production by Just Blaze                                               |                          | 1:47     |
| 9  | "Help Is Coming"                             | Just Blaze                                                                                             |                          | 4:26     |
| 10 | "My Swag"                                    | Wyclef Jean, Wonda, All Hands on Deck, Lil' Wonda                                                      | Wyclef Jean              | 4:35     |
| 11 | "We Do This"                                 | The Runners                                                                                            |                          | 3:34     |
| 12 | "Show It to Me"                              | Tony Galvin                                                                                            | Nelly                    | 3:19     |
| 13 | "Don't You Wanna Be High"                    | The Runners                                                                                            |                          | 4:00     |
| 14 | "Touchdown"                                  | Eminem and Jeff Bass                                                                                   | Eminem                   | 4:43     |
| 15 | "Act III: T.I. vs T.I.P. The Confrontation"  | T.I., Caviar and OZ, additional production by Just Blaze                                               |                          | 1:47     |
| 16 | "Tell 'Em I Said That"                       | Danja                                                                                                  |                          | 4:55     |
| 17 | "Respect this Hustle"                        | Danja                                                                                                  |                          | 4:28     |
| 18 | "My Type"                                    | Keith Mack                                                                                             |                          | 4:50     |
| 19 | "No Sweat" (iTunes bonus track)              | | Big Kuntry King          | 2:02     |
| 20 | "You Ain't Fly" (iTunes pre-order exclusive) | |                          | 3:31     |
| 21 | "The Hottest" (Best Buy bonus track)         | | Mac Boney                | 3:36     |
| 22 | "Hustlin'" (Best Buy bonus track)            | | Governor                 | 3:22     |

## Listas musicales de álbumes

### Nacionales
| América        |                |     |
| Estados Unidos | Billboard 200  | 1   |
| Europa         |                |     |
| Francia        | Top 150 Albums | 108 |
| Países Bajos   | Top 100 Albums | 92  |
| Suiza          | Top 100 Albums | 59  |
| Oceanía        |                |     |
| Nueva Zelanda  | Top 40 Albums  | 37  |